# 范弘之
范弘之（？—？），字長文，南陽順陽（今河南省淅川縣李官橋鎮）人。東晉安北將軍范汪孫。東晉儒家學者。

## 生平
范弘之承襲范康的爵位武興侯，可能是范康的兒子或繼子。為人方正好學，因通曉儒學而獲授太學博士。淝水之戰時作為晉軍征討大都督，統率各軍的衞將軍謝石於389年一月去世後，范弘之參與議定其諡號，不過范弘之除了認同他在淝水之戰和興辦學校中有功，卻也斥責他僅僅志在保守其職位，並無忠於國家的計，更貪斂不已、侵害百姓、不惜物力，於是建議在稱許其功的「襄」外加上斥責他貪污缺點的「墨」作為其諡號。不過朝廷最終只取「襄」作其諡號。
當時范弘之亦議論為被桓溫所廢黜的殷浩加贈諡，不要因他被桓溫所黜而定性，更多敍述桓溫意圖篡位的行為。不過，雖然當時桓溫已死，桓氏勢力仍然強盛，譬如重鎮荊州仍由桓石民任刺史，至當年六月才卒於任上；而朝中尚書僕射王珣更曾經擔任桓溫的屬吏，向來受桓溫寵信，有意袒護桓溫名聲，再加上范弘之斥責謝石的行為遭受謝家反擊，於是在謝、桓、王等「三怨交集」下，范弘之被王珣調出朝中，外任餘杭縣令。
范弘之臨行前，向會稽王司馬道子通信，自言自己對謝石、殷浩二人的評論全因他們的行為而論，並無私心；更批判王珣袒護桓溫的理由，說桓溫廢掉昏君而改立明君，對晉氏有「忠貞之節」云云，根本是託詞謬言。另外又嘆東晉建立以來先後受權臣王敦和桓溫所制，不出王室，勉勵當時掌握朝權的司馬道子明確國家典制，作百代之制度，鑑古之事，慮及危機而求國家安定。
范弘之另外又寫信指責王珣。先向他稱讚殷浩忠貞居正，事跡一直流傳到他們所在的時候，只是因桓溫而受屈而已。之後再責備王珣不能光大其父王洽與殷浩同戴王室的忠直志向，只感桓溫知遇提拔的小恩，令其祖父王導之德不及於三代，更傾王洽對晉忠誠的基業；對此就斥王珣以臣沒有忠誠，以子沒有孝道。又以西漢時劉向及其上共五世皆忠於漢室，但其子劉歆卻成為日後篡奪西漢帝位的王莽的心腹的史事，批判王珣根本是劉歆再世，助桓溫如助王莽。
雖然范弘之所言忠誠亮直，不過因為謝氏和桓氏勢力的打壓而無法升遷，終在餘杭縣令任內去世，享年四十七歲。

## 後嗣
- 范曄，范泰之子，原為范弘之堂侄，但過繼給范弘之。南朝宋時歷史學家

## 延伸阅读
[在维基数据编辑]
 《晉書/卷091》，出自房玄齡《晉書》